# گوچلوکوناک
گوچلوکوناک (به ترکی استانبولی: Güçlükonak) (به کردی: باسان، Basan‎)یک منطقهٔ مسکونی در ترکیه است که در استان شرناق واقع شده‌است.

## پیشینه
در سال ۱۹۹۵، زمانی که استان شرناق تحت حکومت نظامی اضطراری قرار داشت، صحنه‌ی کشتار گُوچلوکوناک بود که در آن ۱۱ مرد جان خود را از دست دادند. تا ژانویه ۲۰۲۰، هیچ فردی به‌خاطر این کشتار تحت پیگرد قانونی قرار نگرفته است.